# Žitomislići
Žitomislići (en serbe cyrillique : Житомислићи) est un village de Bosnie-Herzégovine. Il est situé sur le territoire de la ville de Mostar, dans le canton d'Herzégovine-Neretva et dans la fédération de Bosnie-et-Herzégovine. Selon les premiers résultats du recensement bosnien de 2013, il compte 928 habitants.

## Géographie
Le village est situé sur la rive gauche de la Neretva.

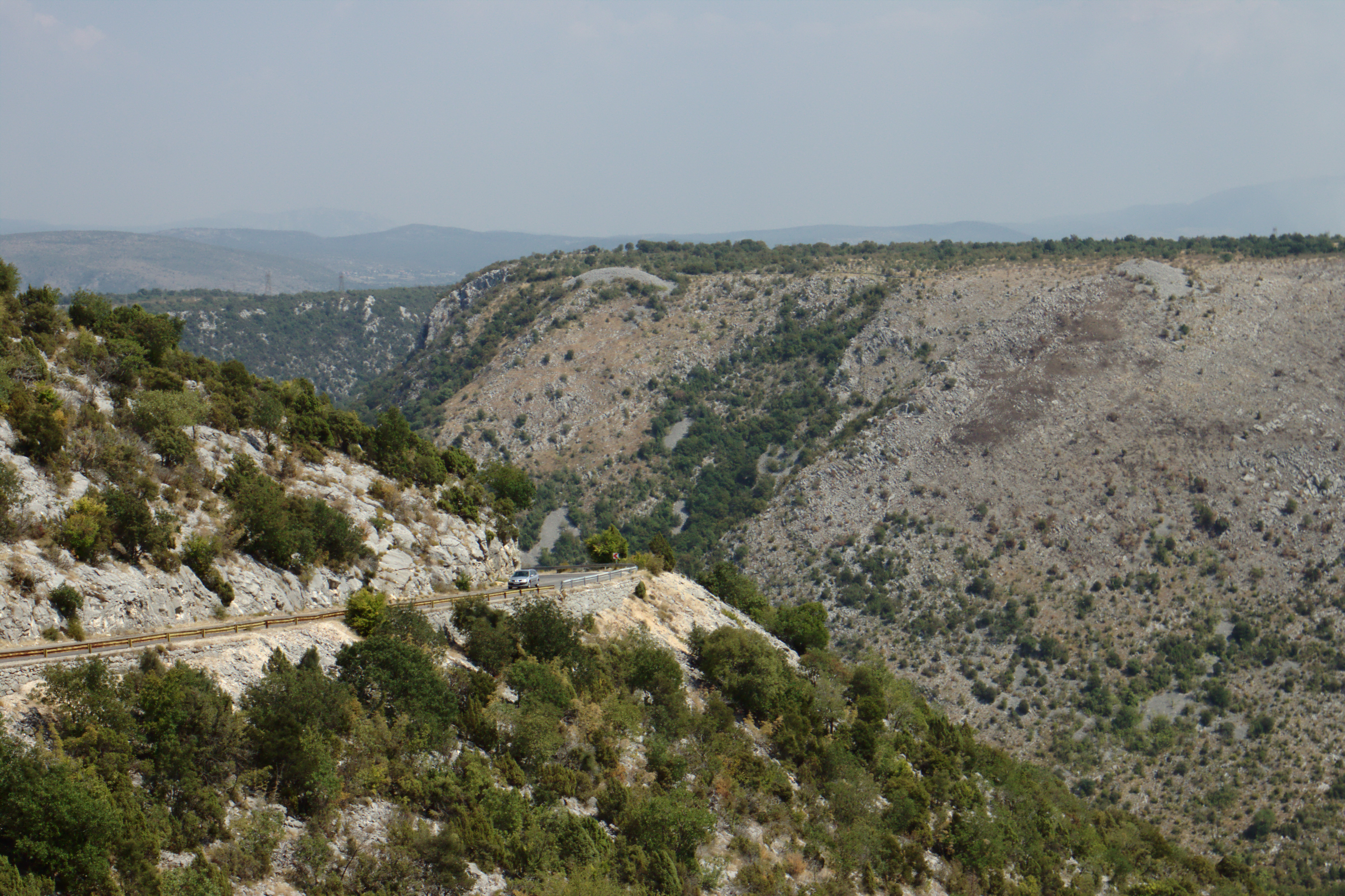
Vue des gorges de la Neretva à Žitomislići

## Histoire
Sur le territoire du village se trouve un site archéologique avec les vestiges d'une basilique double remontant à l'Antiquité tardive et une nécropole abritant des stećci, un type particulier de tombes médiévales ; cet ensemble est inscrit sur la liste des monuments nationaux de Bosnie-Herzégovine.
Le monastère de Žitomislić, un monastère orthodoxe serbe mentionné pour la première fois au XVe siècle, est également inscrit sur la liste.

## Démographie

### Évolution historique de la population
| 1948 | 1953 | 1961 | 1971 | 1981 | 1991 | 2013 |
| ---- | ---- | ---- | ---- | ---- | ---- | ---- |
| -    | -    | 267  | 267  | 221  | 198  | 928  |

|  |

### Communauté locale
En 1991, la communauté locale de Žitomislići comptait 529 habitants, répartis de la manière suivante :